# Ängsvik
Ängsvik is een plaats in de gemeente Värmdö in het landschap Uppland en de provincie Stockholms län in Zweden. De plaats heeft 410 inwoners (2005) en een oppervlakte van 19 hectare.